# Giovan Battista Balbi
Pour les articles homonymes, voir Balbi.
Giovan Battista Balbi (parfois surnommé Tasquin) est un danseur, chorégraphe et scénographe vénitien du XVIIe siècle.

## Carrière
La première mention de son activité remonte à l'année 1637, au cours de laquelle il crée un ballet pour L'Andromeda, opéra de Benedetto Ferrari représenté à l'occasion de l'inauguration du Théâtre Cassiano de Venise. C'est le premier opéra donné en public, alors qu'auparavant ce genre de spectacle était réservé à la cour et à la noblesse. À cette date déjà, Balbi est déjà un chorégraphe réputé. En 1644, il règle les ballets de L'Ulisse errante, drame en musique de Francesco Paolo Sacrati, sur un livret de Giacomo Badoaro, représenté au Théâtre des SS. Giovanni et Paolo de Venise.

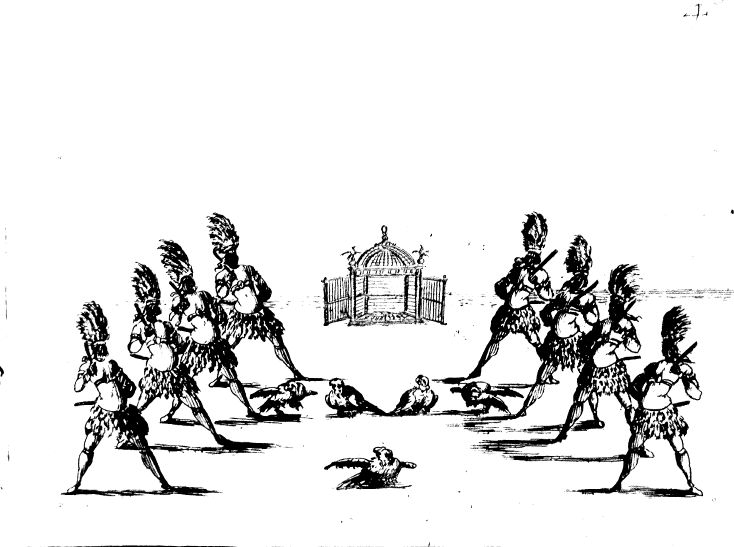
Balbi, Ballet des Indiens et des perroquets
(Bruxelles 1649)

Au début de l'année suivante, il est appelé à Florence pour travailler à la cour du grand duc de Toscane Odoardo Farnese. Il y reçoit l'invitation d'Anne d'Autriche et de Mazarin à participer aux spectacles montés à Paris par des comédiens italiens engagés à la cour de la régente. Avec le scénographe Giacomo Torelli, qu'il avait connu à Venise, Balbi crée La finta pazza, opéra de Giulio Strozzi, musique de Sacrati, représenté le 14 décembre 1645. Cette œuvre avait déjà été présentée à Venise en 1641 sans les ballets, mais dans les décors du même Torelli. Avec La finta pazza, le public français découvre la fusion entre l'opéra italien et des ballets d'un genre nouveau, annonçant la fin prochaine du « ballet à entrées » qui sera progressivement supplanté par l'opéra-ballet. Dans le même esprit, Balbi chorégraphie ensuite Orfeo, opéra de Francesco Buti, musique de Luigi Rossi, représenté à Paris en 1647, asseyant ainsi définitivement sa réputation.
C'est la raison pour laquelle l'archiduc Léopold-Guillaume l'appelle à Bruxelles dès le début de l'année suivante. De février 1648 à juin 1649 au moins, Balbi est attaché à la cour de l'archiduc en qualité tantôt de « baylarin » ou « dansarin », tantôt d'« ingeniero de perspectivas y danzas » ; ses appointements mensuels sont fixés à 120 florins. Cette dernière année, Balbi remonte à Bruxelles les intermèdes de ballet qu'il avait créés à Paris pour La finta pazza.
Le 24 février 1650 a lieu à Bruxelles la première représentation de l'opéra Ulisse all'isola di Circe, dû à Ascanio Amalteo, musique de Giuseppe Zamponi, donné dans la grande salle du palais, à l'occasion du mariage du roi d'Espagne Philippe IV et de Marie-Anne d'Autriche. La pièce est entremêlée de ballets composés par Balbi sous le titre Le Balet du monde.
Au début de l'année 1651, Balbi regagne Venise et monte Alessandro vincitor di se stesso, opéra de Sbarra, musique de Francesco Cavalli. Il dédie à l'archiduc Léopold-Guillaume cette nouvelle œuvre dont il est « inventore degli apparati di scena, macchine e balli ». Dès l'année suivante, Balbi transporte ses activités à Naples où, pendant deux ans, il crée plusieurs opéras et dirige une troupe de comédiens. La dernière mention connue de cet innovateur est la mise en scène qu'il réalise à Venise le 30 janvier 1654, pour l'opéra Ciro de Sorrentino, musique de Cavalli.